# Drumming (ballet)
Drumming est une œuvre de danse contemporaine de la chorégraphe belge Anne Teresa De Keersmaeker, créée en 1998 pour douze danseurs de la compagnie Rosas sur la composition homonyme de musique minimaliste de Steve Reich.

## Historique
Drumming est un ballet composé sur la pièce de Steve Reich Drumming composée en 1971. Cette œuvre musicale est l'une des plus importantes du courant minimaliste avec l'aboutissement des processus de Phasing développés par Reich et leur application méthodique aux percussions. La musique de Reich a constitué un important support de travail pour Anne Teresa De Keersmaeker depuis ses années d'études à New York durant lesquelles elle la découvrit. La chorégraphe avait en effet déjà utilisé les compositions de Steve Reich dans ses pièces précédentes Fase (1982) et Just Before (1997) et en réutilisera deux ans plus tard dans Rain. Les bases chorégraphiques de Drumming furent d'ailleurs énoncées dans un des mouvements de Just Before qui utilisait la première partie de la composition de Reich.  
Drumming consiste en une application savante de l'architecture musicale du compositeur de musique de phase en trouvant des « équivalences chorégraphiques aux lignes mélodiques, effets de dissonances ou d'harmonie, syncopes et contrepoints ». Anne Teresa de Keersmaeker utilise donc une phrase chorégraphique de deux minutes comme cellule de base pour l'ensemble de la pièce développant notamment un important travail autour du placement en spirale des danseurs, motif fondamental de l'écriture de la chorégraphe. D'un point de vue musical, elle a opté pour la version courte d'une heure de la composition Drumming, bien que possédant un matériel chorégraphique plus important, en raison du tempo plus rapide de celle-ci sur la version longue d'une heure et trente minutes écrite par Steve Reich.
Lors de sa présentation à la Brooklyn Academy of Music de New York en 2002, Drumming a remporté deux Bessie Awards — une importante récompense décernée par un panel de critiques nord-américains de danse —, l'un attribué à la danseuse espagnole Marta Coronado pour sa prestation et l'autre à Jan Versweyveld pour la scénographie du spectacle. 
En 2008, la chorégraphe intègre le premier mouvement de Drumming à la soirée chorégraphique spéciale composée en hommage à la musique de Reich et intitulée Steve Reich Evening.

## Fiche technique

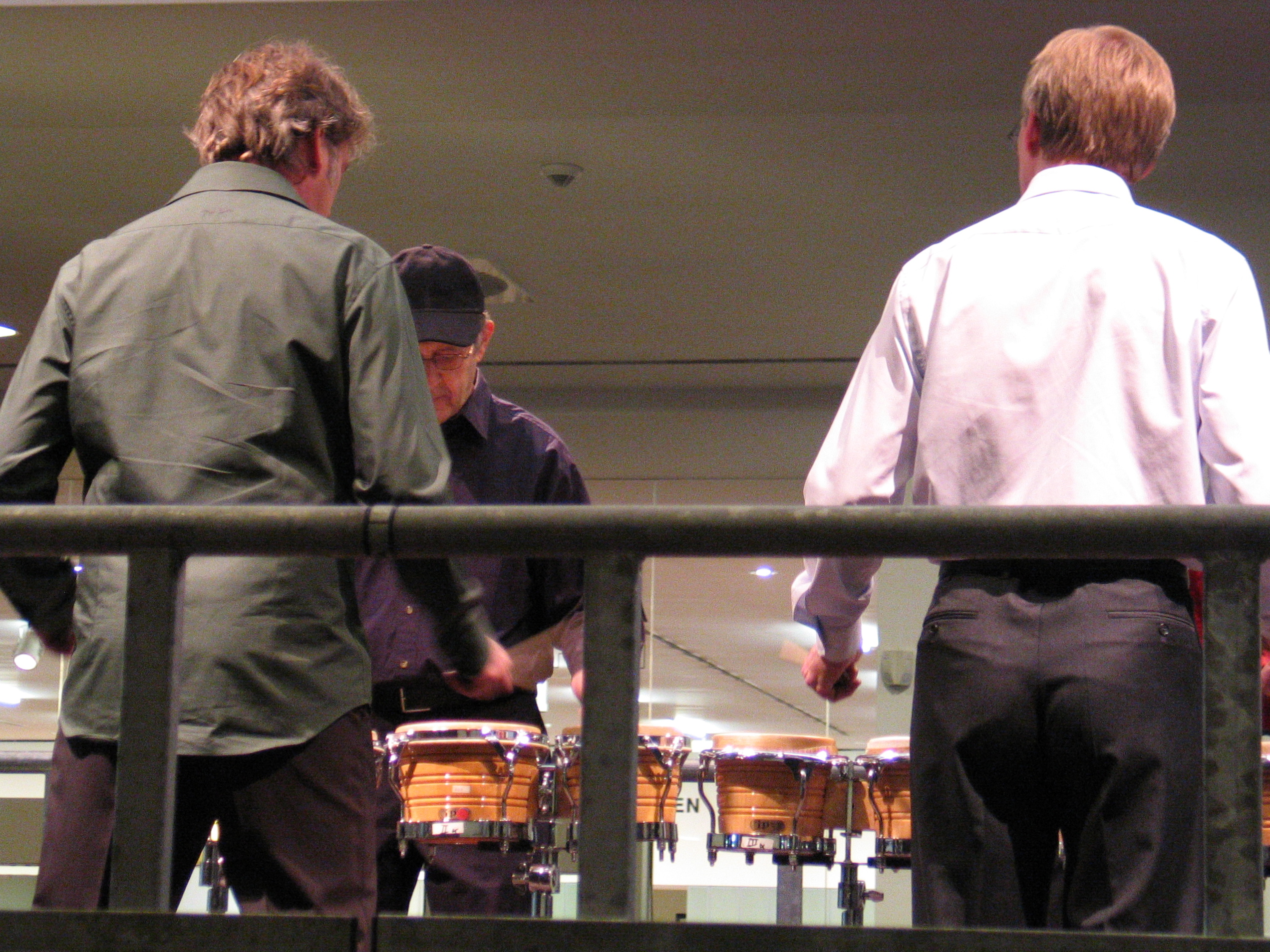
Steve Reich (second plan) répétant une section de Drumming en 2009.

- Chorégraphie : Anne Teresa De Keersmaeker
- Danseurs à la création : Iris Bouche, Bruce Campbell, Marta Coronado, Alix Eynaudi, Fumiyo Ikeda, Martin Kilvády, Olivier Koch, Cynthia Loemij, Roberto Oliván de la Iglesia, Ursula Robb, Taka Shamoto (nl) et Rosalba Torres
- Musique : Steve Reich jouée en direct par l'Ensemble Ictus dirigé par Georges-Élie Octors
- Scénographie : Jan Verswyveld (décors et lumières)
- Costumes : Dries Van Noten
- Production : Compagnie Rosas et La Monnaie
- Première : 1998 à Vienne (Autriche)
- Représentations : plus de 150[3]
- Durée : environ 1h00

## Structure
Bien que la musique soit construite en trois parties distinctes basées chacune sur la texture des groupes de percussions (bongos pour les peaux, marimbas pour les bois, glockenspiels pour le métal), la pièce interprétée de manière continue suit une évolution graduelle dans sa scénographie — autour de l'intensité lumineuse — et dans une certaine mesure autour du principe d'expansion des huit cellules chorégraphiques (tout comme la partition de Drumming est écrite autour de huit notes), servant de structure à l'ensemble de la chorégraphie. Ces huit modules sont interprétés de manière précise et ordonnée — que ce soit sous forme de répétitions, d'inversions, de modulations, de variation de rythme et de vitesse, voire d'échelle — par tous les danseurs à différents moments, de manière non redondante, dans un contexte établi, individuellement ou à l'unisson, plus ou moins rapidement, selon une rigueur géométrique de droites et des spirales imaginaires dictant les déplacements. L'essentiel de la pièce est fondé sur le mouvement incessant — « où la multiplicité de trajet fait vivre un ensemble moléculaire » selon Jean-Marc Adolphe, comme « des électrons, qui se touchent assez rarement, qui se croisent, courent, s’arrêtent » selon Resmusica — qu'ils soient individuels, en duo, trio, ou plus rarement en groupes, avec peu de contact entre les danseurs et seulement quelques portés.

## Accueil critique
Drumming est l'une des pièces considérées comme les plus importantes d'Anne Teresa De Kersmaeker interprétée très régulièrement par sa compagnie depuis sa création en 1998. Pour Jean-Marc Adolphe, cette pièce aux « logiques rigoureuses de composition de formes », bien que basée sur quelques éléments simples, est avant tout une œuvre capable de générer une « infinité » de structures rythmiques dansées, une « multiplicité des trajets » aboutissant à une « extraordinaire symbiose de structure et de liberté ». Rosita Boisseau qualifie l'œuvre de « bijou », basée sur une « danse enlevée et miroitante dans ses multiples changements de direction, [...] rivalis[ant] de nuances et d'intensités toujours neuves ». Cependant, certains critiques jugent que la musique de Steve Reich relève du « procédé [...] trop calculé, trop systématique » et que la chorégraphie bien qu'impeccable et précisément pensée laisse « une impression de beauté froide et presque aseptisée ».